# Gesundheitsministerium
Gesundheitsministerium nennt man das Ministerium (oder im allgemeinen Sprachgebrauch auch vergleichbare Dienststellen), das für die Agenden des Gesundheitssystems eines Staates und zum Teil zudem in subnationalen Entitäten zuständig ist. Der dafür zuständige Minister ist der Gesundheitsminister oder Staatssekretär für Gesundheit.
Wie bei allen Portefeuilles muss der Aufgabenbereich Gesundheit nicht unbedingt die Hauptaufgabe der Stelle sein, sodass sie im Namen keinen Hinweis darauf trägt.

## Nationale Ministerien
In der Liste werden nur die derzeit installierten Ministerien und amtierenden Minister geführt. Zu den jeweiligen Vorgängern/-läufern informieren die entsprechenden Fachartikel. Die Liste ist unvollständig.
| Land                         | Ministerium | kurz    | Minister                                 |
| ---------------------------- | --- | ------- | ---------------------------------------- |
| Dänemark                     | Ministeriet for Sundhed og Forebyggelse                                                                            |         |                                          |
| Demokratische Republik Kongo | Ministère de la Santé Publique, Hygiène et Prévention                                                              |         |                                          |
| Deutschland                  | Bundesministerium für Gesundheit                                                                                   | BMG     | →Liste Bund und Länder                   |
| Israel                       | Misrad HaBri'ut |         | Juli-Joel Edelstein                      |
| Italien                      | Ministero della Salute                                                                                             |         | →Liste                                   |
| Japan                        | Kōsei-Rōdō-shō (Ministerium für Gesundheit, Arbeit und Soziales)                                                   | MHLW    |                                          |
| Kanada                       | Health Canada/Santé Canada                                                                                         | HC/SC   |                                          |
| Liechtenstein                | Ministerium für Gesellschaft und Kultur                                                                            |         |                                          |
| Litauen                      | Lietuvos Respublikos sveikatos apsaugos ministerija (Gesundheitsschutzministerium der Republik Litauen)            | SAM     |                                          |
| Luxemburg                    | Ministerium für Gesundheit                                                                                         | MS      |                                          |
| Mexiko                       | Secretaría de Salud (Sekretariat für Gesundheit)                                                                   | SALUD   |                                          |
| Namibia                      | Ministry of Health and Social Services (Ministerium für Gesundheit und Soziale Dienste)                            | MHSS    | →Liste (Gesundheits- und Sozialminister) |
| Neuseeland                   | Ministry of Health                                                                                                 |         |                                          |
| Norwegen                     | Helse- og omsorgsdepartementet (Gesundheits- und Fürsorgeministerium)                                              | HOD     | →Liste der Gesundheitsminister Norwegens |
| Österreich                   | Bundesministerium für Soziales, Gesundheit, Pflege und Konsumentenschutz (→historisch)                             | BMSGPK  | →Liste (Volksgesundheit/Gesundheit)      |
| Osttimor                     | Ministério da Saúde (Gesundheitsministerium)                                                                       | MS      | →Liste der Gesundheitsminister Osttimors |
| Palästina                    | Ministry of Health, Palestine (Gesundheitsministerium)                                                             | MOH     |                                          |
| Polen                        | Ministerstwo Zdrowia (Gesundheitsministerium)                                                                      | MZ      |                                          |
| Ruanda                       | Ministry of Health (Gesundheitsministerium)                                                                        | MoH     |                                          |
| Schweiz                      | Eidgenössisches Departement des Innern                                                                             | EDI/BAG |                                          |
| Türkei                       | Türkiye Cumhuriyeti Sağlık Bakanlığı (Gesundheitsministerium der Republik Türkei)                                  |         |                                          |
| Uruguay                      | Ministerio de Salud Pública (Ministerium für öffentliche Gesundheit)                                               | MSP     |                                          |
| Vereinigte Staaten           | United States Department of Health and Human Services (Gesundheits- und Sozialministerium der Vereinigten Staaten) | HHS     |                                          |
| Vereinigtes Königreich       | Department of Health and Social Care (Ministerium für Gesundheit und Soziales)                                     | DHSC    |                                          |

## Ministerien der Bundesländer, Kantone u.ä.
Auf Bundesländerebene gibt es unter anderem in Deutschland das Bayerische Staatsministerium für Gesundheit, Pflege und Prävention, die Behörde für Arbeit, Gesundheit, Soziales, Familie und Integration der Hansestadt Hamburg und das Ministerium für Arbeit, Gesundheit und Soziales des Landes Nordrhein-Westfalen. In der Schweiz bestehen auf kantonaler Ebene unterschiedliche Bezeichnungen; Beispiele: Kanton Aargau: Departement Gesundheit und Soziale, Kanton Zürich: Gesundheitsdirektion, Kanton Luzern: Dienststelle Gesundheit und Sport, Kanton Bern:
Gesundheits-, Sozial- und Integrationsdirektion. In Österreich gibt es auf Länderebene ebenfalls verschiedene Bezeichnungen: Direktionen oder Abteilungen der Landesregierungen (z. B. Direktion Soziales und Gesundheit im Amt der Oberösterreichischen Landesregierung).